# Скули Йон Фридгейрссон
Скули Йон Фридгейрссон (исл. Skúli Jón Friðgeirsson; род. 30 июля 1988 год, Исландия) — исландский футболист, защитник клуба «Рейкьявик».

## Клубная карьера
Во взрослом футболе дебютировал в 2005 году выступлениями за «КР Рейкьявик», в котором провел семь сезонов, приняв участие в 101 матче чемпионата.
В состав клуба «Эльфсборг» присоединился в начале 2012 года. Сыграл за команду из Буроса всего пять матчей в национальном чемпионате. 29 января 2014 года был сдан в аренду «Ефле».

## Карьера в сборной
В 2004 году дебютировал в составе юношеской сборной Исландии, принял участие в 18 играх на юношеском уровне, отметившись четырьмя забитыми голами.
В течение 2008—2011 годов привлекался в состав молодёжной сборной Исландии, вместе с которой был участником молодёжного Евро-2011. Всего на молодёжном уровне сыграл в десяти официальных матчах, забил один гол.
В 2010 году дебютировал в официальных матчах в составе национальной сборной Исландии. Провёл в форме главной команды страны четыре матча.